# Anomala kapangana
Anomala kapangana är en skalbaggsart som beskrevs av Ohaus 1936. Anomala kapangana ingår i släktet Anomala och familjen Rutelidae. Inga underarter finns listade i Catalogue of Life.